# Книга пророка Варуха

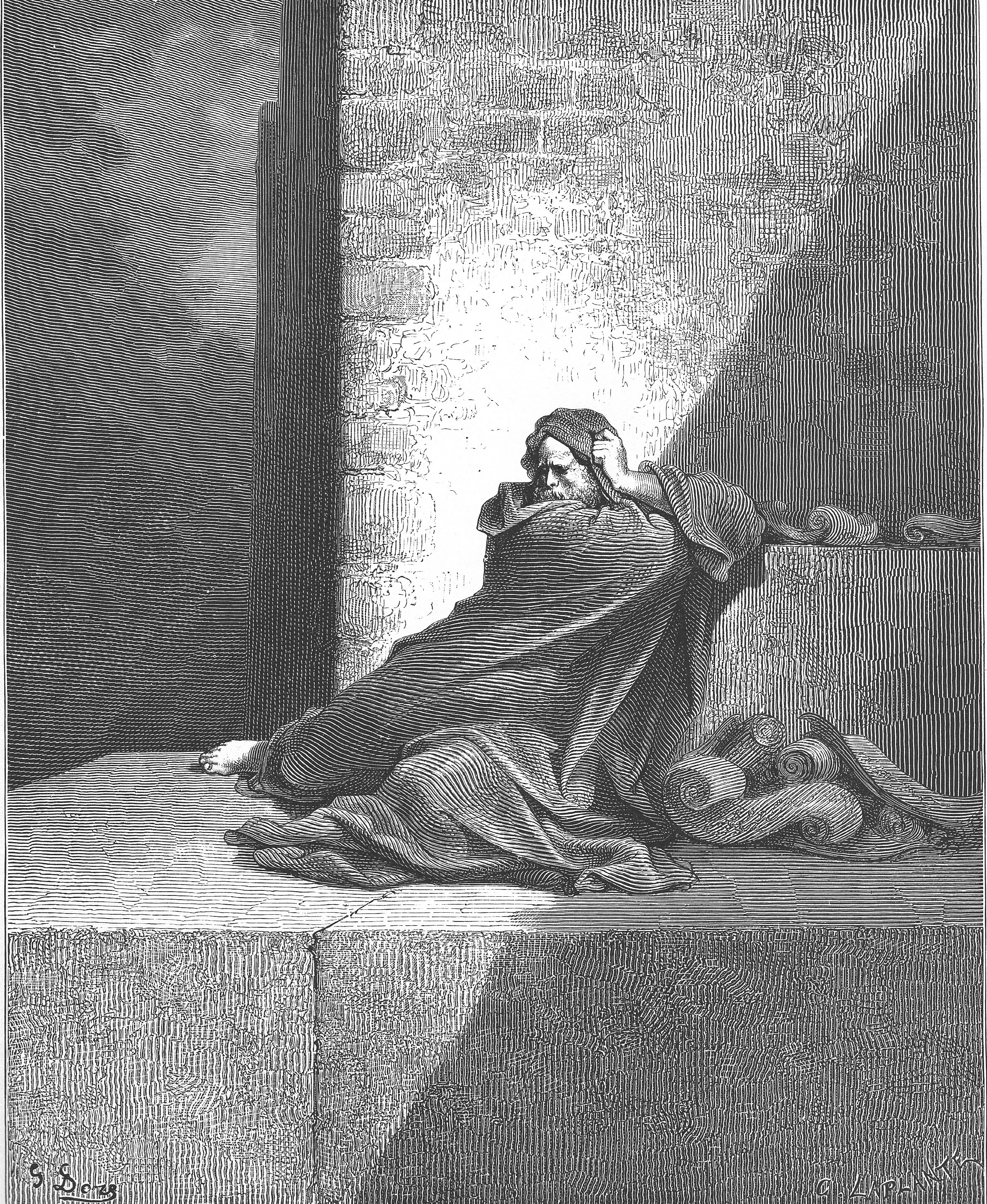
Гюстав Доре: Варух

Книга пророка Варуха — второканонічна книга що входить до канону книг Старого Заповіту. Історично належить до второканонічних книг оскільки не визнається євреями та протестантами і ними вважається апокрифом. У Вульгаті становить єдине ціле з Посланням Єремії.

## Автор і час написання
Варух, син Нерії, був товаришем і секретарем пророка Єремії (Єр. 32:13). Його завдання було записувати всі слова Єремії і передавати їх народові. Тож коли цар Йоаким знищив сувій із пророцтвами Єремії, Варух наново записав те, що передав був Бог Єремії до цього, і ще додав слова «цього ж значення». Варух хоча й не був пророком, мав у юдаїзмі великий авторитет, як той що сповнює важливе служіння в переказуванні пророчого послання. Разом із Єремією Варух був вивезений до Єгипту. Єврейська традиція передає, що пізніше він перебрався до Вавилонії.
Окремі частини Книги Варуха постали в різні часи, як окремі цілості. Так «покаянна молитва» виникла у макавейські часи, пісня сапієнціального характеру, що є похвалою мудрості — бл. 200 р. до н. е., третя частина — правдоподібно в середині І ст. до н. е., невдовзі після здобуття Єрусалиму Помпеєм (63 р. до н. е) і наступний період депортації. Саме в ті важкі часи редактор і компілятор прагнув вселити у своїх земляків нову надію. Зневіра і розпач, каже він, не можуть торкнутися тих, які знають, що можуть розраховувати на Господа, Бога Завіту. З другого боку, він говорить, що лихо, яке випало на долю народу, є наслідком недотримання Божого Закону. Завдяки тому факту, що Варух, секретар Єремії, знаходився у подібній історичній ситуації, а також тому, що деякі вміщені у Книзі матеріали могли походити від нього, цей твір, як цілісність існує саме під такою назвою.

## Розділи Книги
Книга названа його іменем і складається із трьох основних частин.
- Перша частина — розд. 1,1 — 3,8. Книга починається з історичного вступу, в якому автор описує вигнанців у Вавилонії (впадає в око ряд історичних неточностей), а далі подає довгу молитву, яку велить проказувати в Єрусалимі. Молитва складається з визнання гріхів і прохання про помилування..
- Друга частина — розд. 3.9 — 4,4, є похвалою мудрості. У пісні говориться, що Ізраїль посідає правдиву мудрість — Божий Закон, виконання якого дає життя.
- Третя частина — розд. 4.5 — 5,9, містить жалібний плач з приводу лиха яке спіткало Єрусалим, заклик до навернення і обітницю до оновлення. До цих трьох частин, які охоплюють п'ять глав, зазвичай додають як шосту главу «Відпис листа, надісланого від Єремії до тих, яких мав відвести вавилонський цар як полонених у Вавилон». В українському виданні Святого Письма під ред. Хоменка, ця глава подана окремою книгою — Лист Єремії, що йде після Книги Варуха[1].